# 中國資本
中國資本（控股）有限公司，簡稱中國資本，以及中國資本（英語：China Assets (Holdings) Limited，港交所除牌前0170.HK），在1991年創立，當時由上海萬國證券股份有限公司分拆，現時主要透過投資於以中國為經營地之小型至中型（上市或非上市）公司之股本（或股本有關者）。
其股份自1992年4月15日，在香港交易所主板上市。現時董事會主席為勞元一。當時第一上海投資有限公司聯營公司，但在2016年1月21日，以104,286,430港元出售予主席，總部位於香港中環德輔道中71號永安集團大廈19樓。
2017年7月，主要股東提出每股6.8港元現金收購的私有化要約。
2017年10月25日，該公司在股東大會通過私有化要約，撤銷上市日期為2017年11月7日。

## 外部連結
- ChinaAssets.com（页面存档备份，存于）